# Crikey steveirwini
Crikey steveirwini (лат.) — вид лёгочных улиток из семейства Camaenidae надсемейства Helicoidea.

## Распространение
Австралия, влажные тропические леса на северо-востоке Квинсленда.

## Описание
Наземные лёгочные улитки. Живут на деревьях в горных влажных тропических лесах на уровне выше 1000 м. От других родов и видов семейства отличаются строением гениталий и обитанием в горных рефугиумах. Раковины имеют пёструю коричнево-жёлто-белую раскраску. Единственный вид рода Crikey Stanisic, 2009. 
Видовое название дано малакологом Джоном Станишеком (англ. John Stanisic; сотрудник Queensland Museum) в честь известного австралийского натуралиста и тележурналиста Стива Ирвина, погибшего в 2006 году. Название рода дано по его любимому восклицанию «crikey!».